# Fekete Imre (atléta)
Fekete Imre, Schwartz, Schwarcz (Esztergom, 1906. október 1. – ?) magyar labdarúgó, válogatott atléta, olimpikon.

## Pályafutása
Schwarcz Lajos bútorkereskedő és Róth Éva fiaként született. Sportpályafutását szülővárosának klubjában, a MOVE Esztergomi Sport Egyesületben kezdte. Két sportágat, az atlétikát és a labdarúgást is egyidőben űzte. Az érettségit követően Dorogon, a Dorogi AC-ban folytatta a sportolást, szintén mindkét sportágban. A dorogi labdarúgócsapat tagjaként háromszoros bajnok. Elsőként az amatőr II. osztályban 1923-ban, majd egymást követő két évben, 1927-ben és 1928-ban is az amatőr első osztályban nyertek bajnokságot. Ezen felül szintén egymást követően, ugyan ebben az időszakban, a Corinthian kupában döntősek voltak. Az atlétika terén elsősorban futó- és ugró atlétaként tűnt ki. 1922-ben a Ferencváros nemzetközi versenyén, az olimpiai váltófutásban a 3. helyen végzett dorogi csapat tagja volt. Ugyanebben az évben a dorogiak a Magyar Atlétikai Szövetség csapat- és váltóbajnokságán a 4 × 100 méteres versenyt rekordidővel nyerték, ahol a csapat befutó embere volt.
Távol- és hármasugrásban háromszoros országos bajnok, előbb 1928-ban, majd 1930-ban és 1933-ban. Mindkét ugrószámban magyar válogatott lett. Edzője Solymár Károly volt. Pályafutásának egyik legjelentősebb mérföldköveként rész vett az amszterdami olimpián. Távolugrásban a második selejtezőig jutott, ahol 6,77 méteres eredményével az 5. lett, és kiesett a további küzdelmekből. Hármasugrásban ugyancsak a második selejtező körig jutva, 14,07 métert ugorva a 8. helyen végzett, és szintén kiesett. Később az Újpesti TE-hez igazolva folytatta további pályafutását sikeresen. Életét a második világháború törte derékba, amely során a deportálás áldozataként hunyt el. Halálának idejéről és körülményeiről nem állnak biztos források rendelkezésre, így csak valószínűsíthető, hogy tragédiája 1944–1945 között következett be.